# Letiště Medlánky
Letiště Medlánky je veřejné vnitrostátní civilní letiště v Brně, které leží v městských částech Brno-Medlánky (provozní budovy) a Brno-Komín (dráhový systém). Je určeno pro letouny, vrtulníky, kluzáky, ultralehká letadla, volné balony nebo vzducholodě.

## Určení a provoz

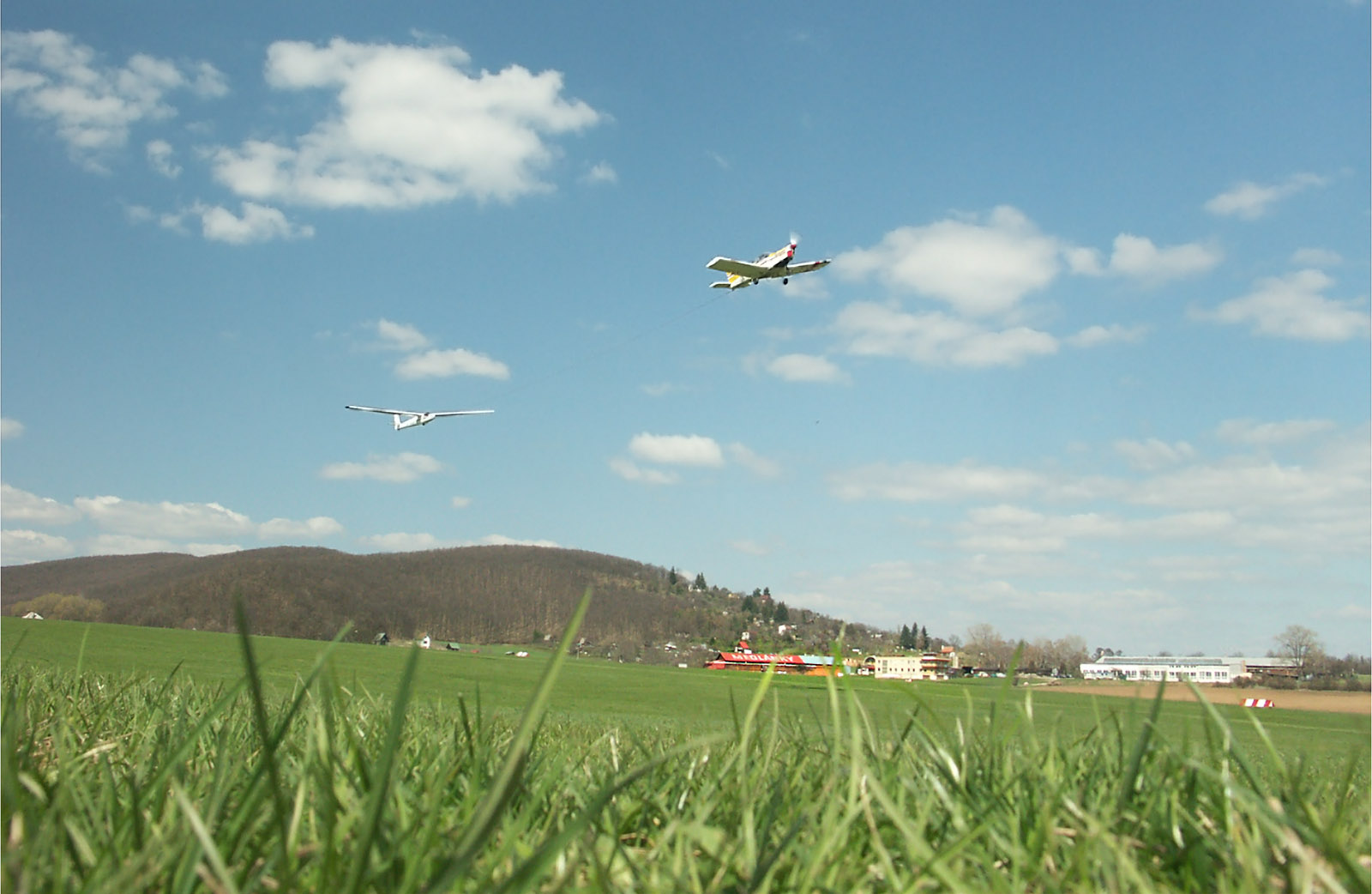
Typický provoz

Letiště je vybaveno pro lety VFR (podle vidu) a má z hlukových důvodů omezen provoz na dobu 07:00–18:00 UTC. Piloti letounů musí dále respektovat skutečnost, že se nachází uvnitř TMA a v bezprostředním sousedství hranice CTR mezinárodního letiště Brno-Tuřany. Okruhy je proto možno létat pouze západním směrem.
Letiště je vybaveno jednou travnatou dráhou 16/34 o rozměrech 890 × 74 metrů.
Na letišti se také nachází krátká asfaltová VPD pro letecké RC modely.

## Historie
Za průkopníka brněnského letectví je považován student techniky Richard Harabus, který již v roce 1914 dokončil svůj první kluzák. Nicméně jako oficiální počátek medláneckého letiště je udáván až rok 1924, kdy zde byla uspořádána I. národní soutěž plachtových letadel u Brna, které se zúčastnilo 8 kluzáků, z toho dva stroje zahraniční konstrukce mimo soutěž. V roce 1934 se letiště v důsledku policejního zákazu létání, vyvolaného stížnostmi zemědělců, přestěhovalo do Čebína, kde však byl provoz s příchodem druhé světové války nuceně ukončen. Koncem roku 1942 se v Medlánkách začalo budovat výcvikové plachtařské středisko pro Luftwaffe. Výcvik byl zahájen na jaře 1943 a probíhal až do konce války, do dubna 1945.
Po osvobození na letišti začala působit Zemská plachtařská škola. Od roku 1953 se medlánecký aeroklub stalo součástí Svazarmu a jeho členové v následujících letech zaznamenali řadu sportovních úspěchů. Po roce 1990, po zrušení Svazarmu, byl Aeroklub Medlánky, jako provozovatel letiště, zaregistrován jako občanské sdružení pod Aeroklubem ČR. Po navrácení pozemků původním vlastníkům musí aeroklub komplikovaně řešit otázky nájemních smluv.
Dnes zde kromě jiného členové klubu udržují i historické větroně Z-24 Krajánek, LF-107 Luňák, LF-109 Pionýr, LG-125/425 Šohaj a LG-130 Kmotr.
Na úpatí kopce Netopýrky jsou umístěny pamětní desky obětem dvou tragických nehod, Jaroslava Šimka a Mirka Ullmana, na stěně letištní budovy má pamětní desku František Kříž (1920–1997), průkopník československého bezmotorového a motorového létání.
Dne 11. července 2011 došlo v blízkosti letiště k havárii ultralehkého letounu, který pilotoval bývalý brněnský hokejista Jaroslav Jiřík. Krátce po vzletu dopadl jeho nový, amatérsky postavený letoun do obilného pole, kde se vzňal. Pilot byl na místě mrtev.

## Přístup k letišti

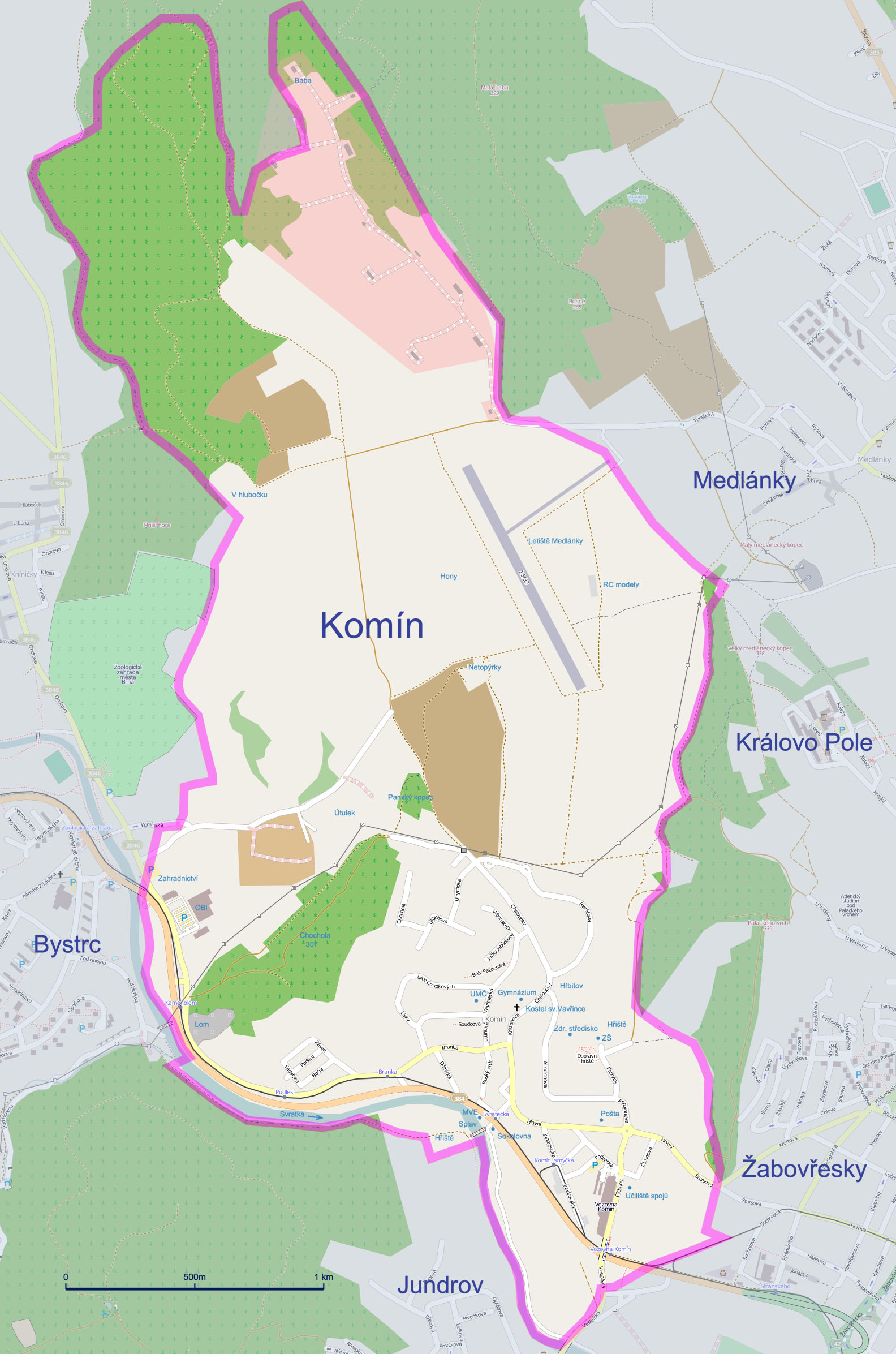
Letiště na plánu Komína

Letiště je přístupné ulicí Turistickou, která vede k jeho areálu z Medlánek. Pro pěší a cyklisty je dostupné rovněž z Komína a Bystrce, případně také Kníniček a Králova Pole.

## Ochrana přírody
Pravidelné sečení travního porostu vytváří vhodné podmínky pro život a rozmnožování kriticky ohroženého sysla obecného. Lokalita proto byla v roce 2023 vyhlášena jako přírodní památka Letiště Medlánky.

## Fotogalerie

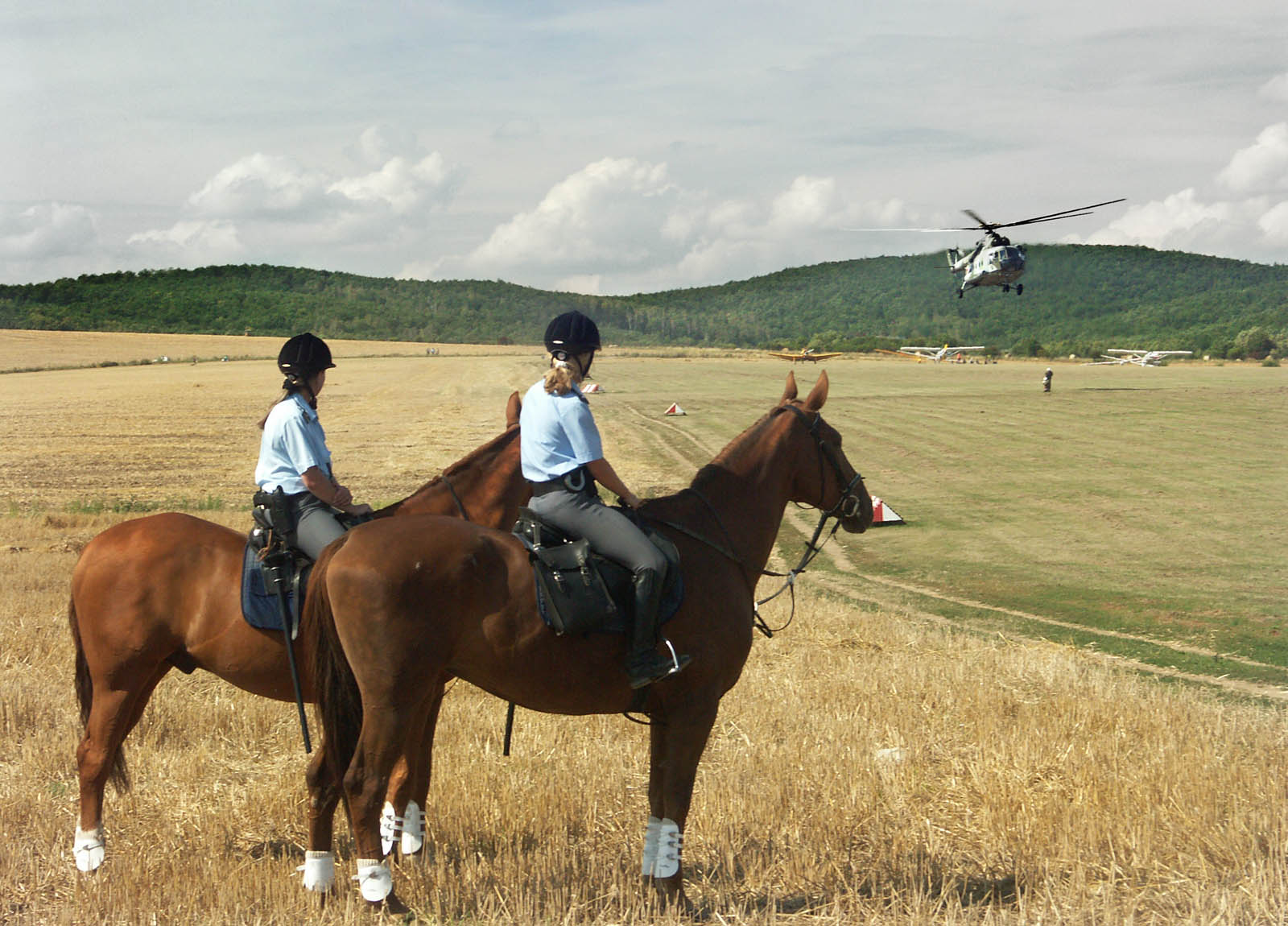
Vrtulník Mi-17 a příslušnice jízdní policie na oslavě 80. výročí
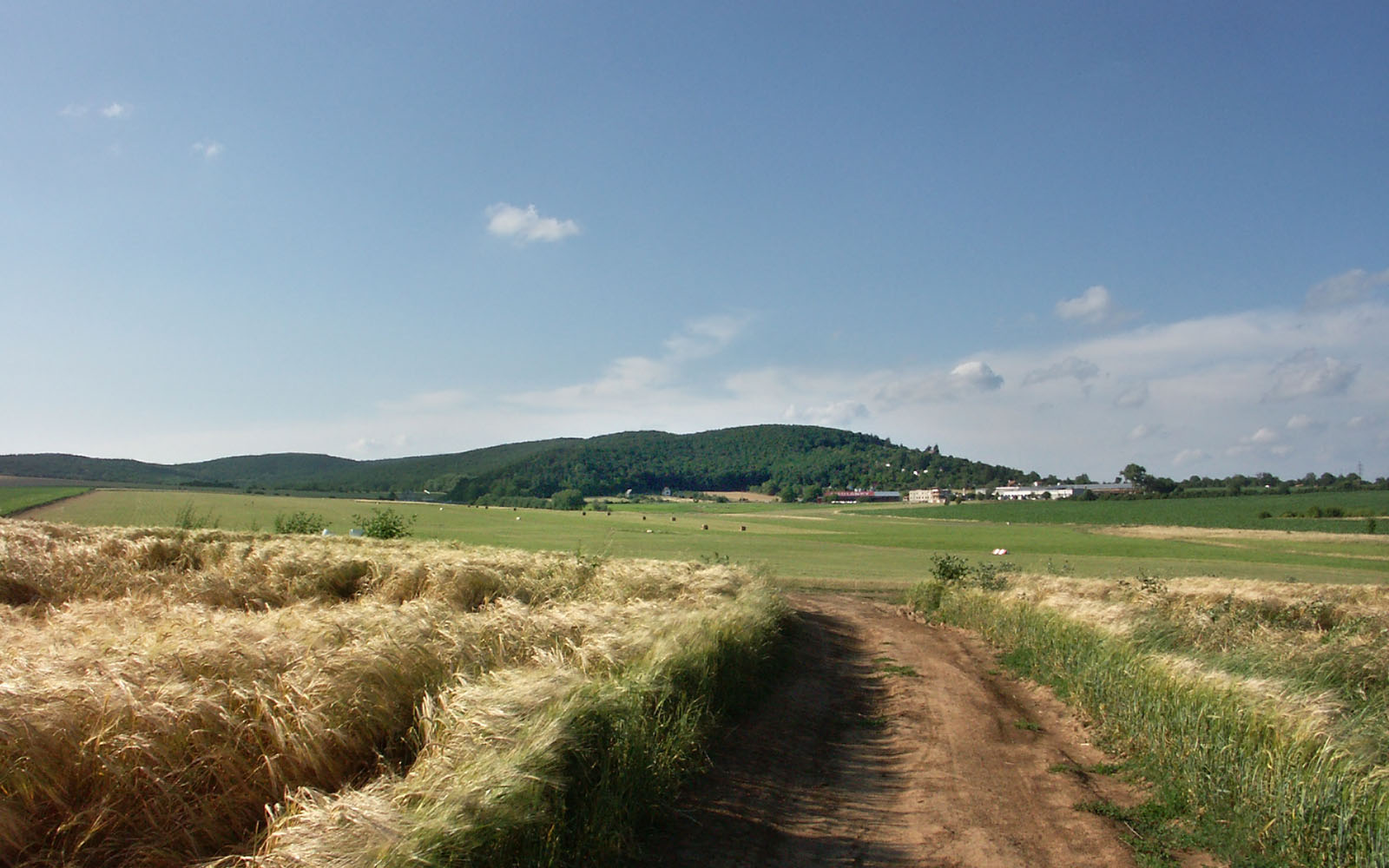
Příchod k letišti cestou od komínského sídliště, ulice Řezáčovy
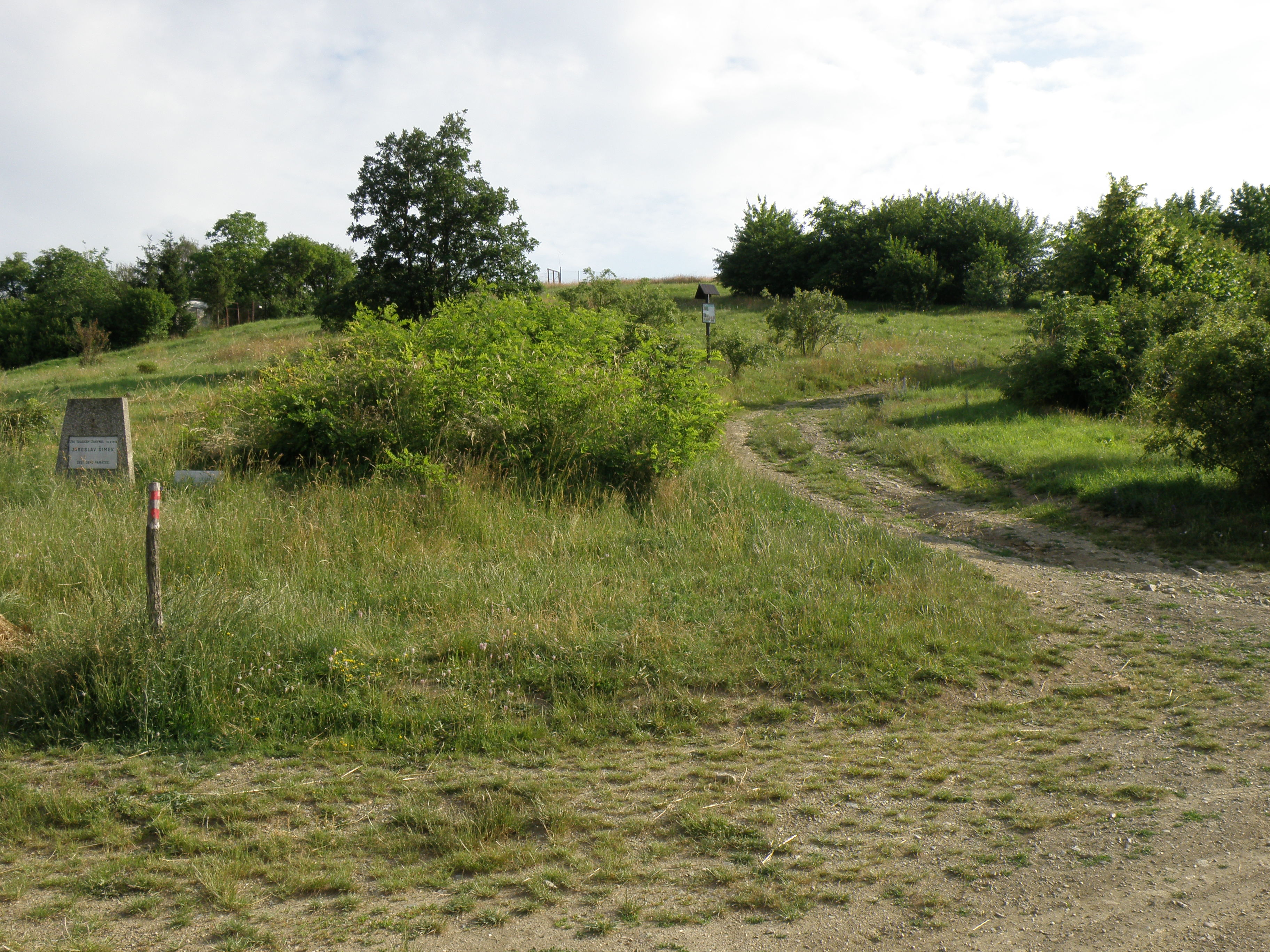
Úpatí kopce Netopýrky s pamětními deskami obětem leteckých nehod
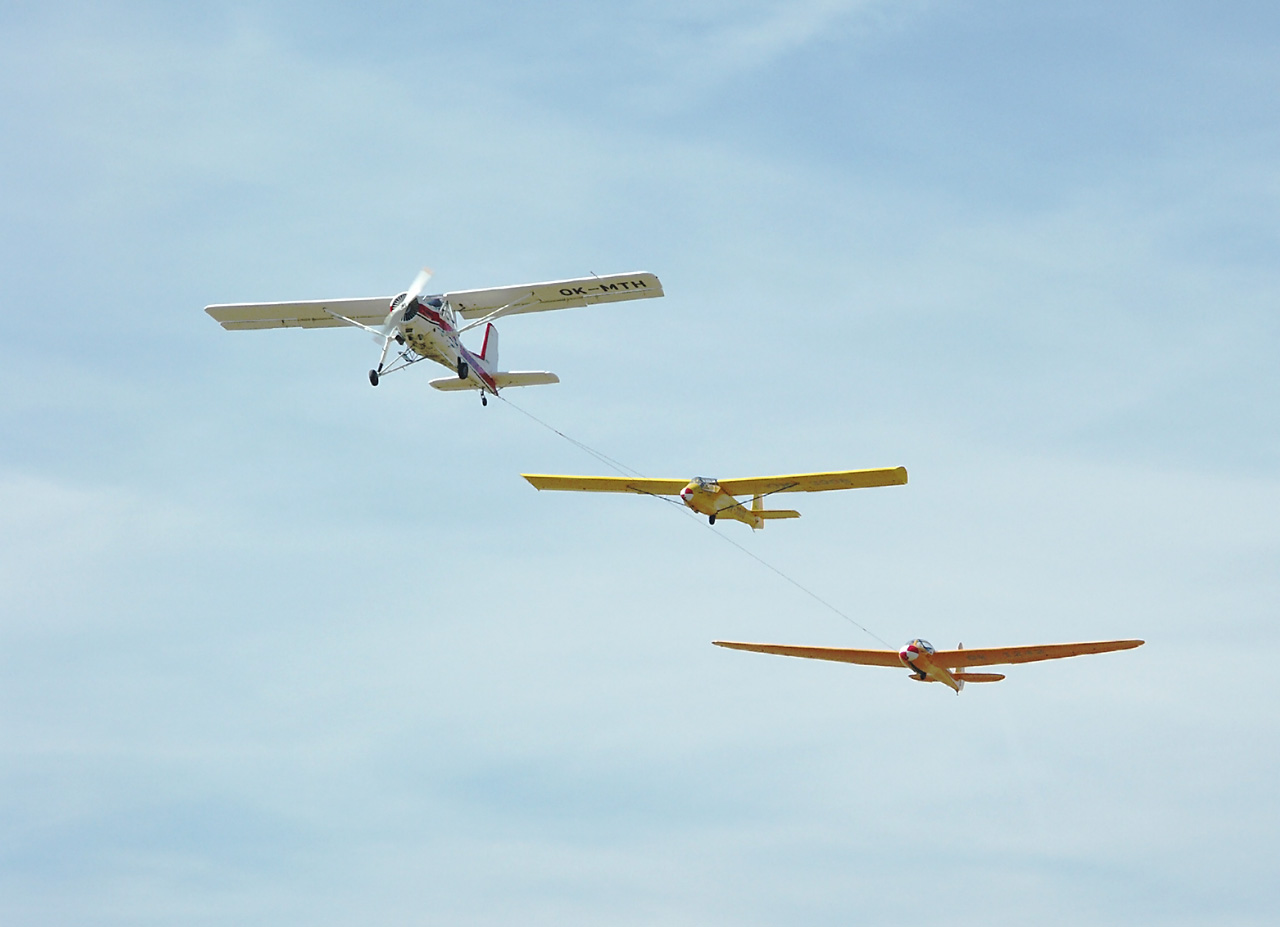
Letoun Aero L-60S a historické kluzáky na oslavě 80. výročí v r. 2004